# 江戸時代の傘のリサイクル業

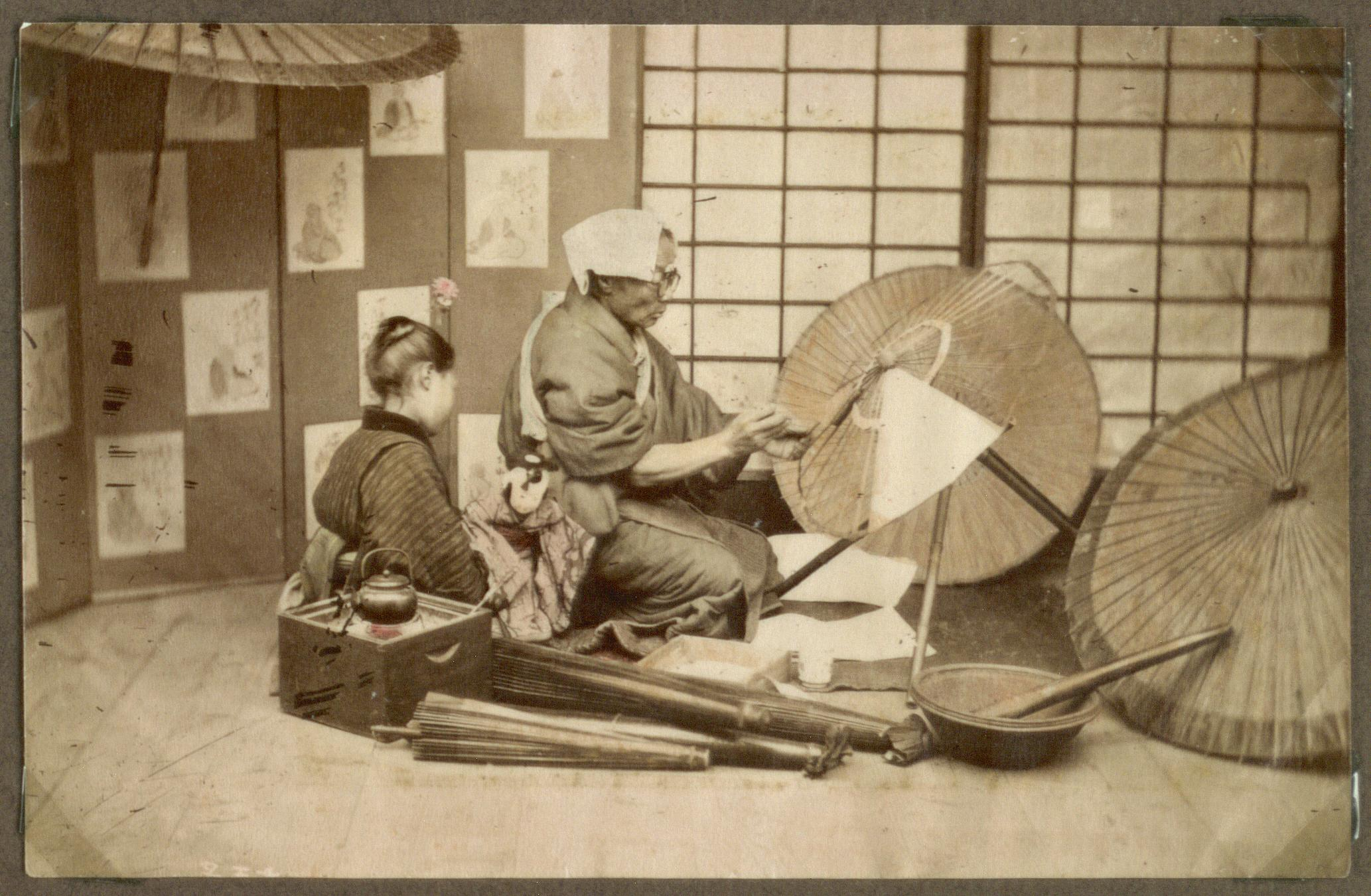
江南信國撮影「傘貼りの仕事」（1860年代 ）

江戸時代の傘のリサイクル業（えどじだいのかさのリサイクルぎょう）は、江戸時代に古くなった傘をリサイクルする職業の総称である。江戸時代の傘は渋紙等の和紙と木でできているのでリサイクルしやすかった。

## 概要
まず、古くなった傘を下取りする。この仕事は古傘買いといった。江戸では等級によって四文から十二文までの値段で買い取った。上方では土瓶等と交換した。その後、回収された傘は古傘の問屋に集められた。そして、傘張りをする業者に傘を下請けに出した。傘張りは時代劇などで浪人の主な内職の1つとして知られている。傘張りは木を削り直して、その名の通り和紙を張り替えた。その後、張り替えられた傘は再び売られる。一方、張り替えた和紙は包み紙に利用された。